# 1898

## Esdeveniments
Països Catalans
- 25 de febrer: Apareix Catalònia, revista il·lustrada quinzenal, de caràcter artístic i literari.
- 20 de novembre: Primera assemblea del cooperativisme català a la seu de la cooperativa La Bienechora a Badalona, presidida per Narcís Duran Juera, amb la participació de 36 delegacions.

Resta del món
- 15 de febrer - badia de l'Havana (Cuba): s'esdevé una explosió al creuer estatunidenc Maine que serà el pretext perquè els Estats Units declarin la guerra a Espanya (Guerra de Cuba).
- Barcelona: Emilio de la Cuadra inaugura al passeig Sant Joan la primera fàbrica d'automòbils d'Espanya.

## Naixements
Països Catalans
- 1 de gener
  - València: Felip Melià Bernabeu, comediògraf dels anys 1930.
  - La Corunya: María Luz Morales, periodista i escriptora, referència clau del periodisme del segle xx (m. 1980).
- 18 de gener - Illa, Rosselló: Simona Gay, poeta i pintora rossellonesa (m. 1969).[2]
- 22 de gener - Sant Pere de Terrassa: Ferran Canyameres i Casamada, escriptor català.
- 12 de març - València: Amparo Iturbi Báguena, pianista valenciana (m. 1969).

- 4 de maig - Barcelona: Just Cabot i Ribot, escriptor i periodista català (m. 1961).[4]
- 17 de juny - İzmir, Turquia: Latife Hanım, política turca (m. 1975).
- 15 de juliol - Barcelona: Frederic Escofet i Alsina militar català al servei de la Generalitat de Catalunya abans i durant la Guerra civil espanyola (m. 1987).
- 21 de juliol - Barcelona: Josep Sunyol i Garriga, polític català i president del Barça, que morirà afusellat per les tropes franquistes (m. 1936).
- 28 d'octubre - Sabadell: Josep Moix i Regàs, secretari general del PSUC, alcalde de Sabadell, director general de Treball i ministre de Treball al govern espanyol.
- 27 de novembre - Barcelona: Marià Manent i Cisa, poeta, prosista, crític literari, memorialista, traductor i activista cultural català (m. 1988).
- 23 de desembre - el Cabanyal, València: Rafael Rivelles Guillem, actor valencià (m. 1971).
- Barcelona: Anna Aguilera i Gassol, pintora catalana.[5]

Resta del món
- 1 de gener, La Corunya: María Luz Morales, periodista i escriptora, referència clau del periodisme del segle xx (m. 1980).[6]
- 3 de febrer, Memphis: Lil Hardin, pianista, compositora, arreglista, directora i cantant de jazz americana (m. 1971).[7]
- 6 de febrer, Madrid: Magda Donato, periodista, dramaturga, narradora i actriu espanyola, exiliada a Mèxic (m. 1966).[8]
- 10 de febrer - Augsburg (Alemanya): Bertolt Brecht, escriptor alemany (m. 1956).
- 23 de febrer - Knutsford, Anglaterraː Lucy Morton, nedadora anglesa, medallista olímpica als Jocs de Paris de 1924 (m. 1980).[9]
- 3 de març - Buenos Aires: Encarnación López Julves, La Argentinita, ballarina, bailaora i cantant (m. 1945).[cal citació]
- 5 de març - Huai'an (Xina):  Zhou Enlai (xinès simplificat: 周恩来; xinès tradicional: 周恩來; pinyin: Zhōu Ēnlái), polític, revolucionari, escriptor i dirigent xinès (m. 1976).[10]
- 11 de març - Dayton, Ohio: Dorothy Gish, actriu, una de les grans estrelles del cinema mut (m. 1968).[11]
- 26 de març, Madrid: María Bernaldo de Quirós, primera dona pilot a Espanya.[12]
- 12 d'abril - Draguignan: Lily Pons, soprano de coloratura francesa, nacionalitzada estatunidenca (m. 1976).[13]
- 24 d'abril - Uztarroze, Navarra: Fidela Bernat Aracués, última parlant nadiua del dialecte del basc anomenat roncalès (m. 1991).[14]
- 26 d'abril
  - Viena - Imperi Austrohongarès: Ludwig Wittgenstein, filòsof (m. 1951).[15]
  - Sevilla: Vicente Aleixandre, poeta espanyol, membre de la Generació del 27, i Premi Nobel de Literatura l'any 1977 (m. 1984).[16]
- 15 de maig - Courbevoi: Arletty, pseudònim de Léonie Bathiat, actriu de teatre i cinema, model i cantant francesa (m. 1992).[17]
- 16 de maig -
  - París (França): Jean Fautrier, pintor i escultor francès, representant del taquisme, tendència dins de l'Art informel (m. 1964).[18]
  - Varsòviaː Tamara de Lempicka, pintora polonesa (m. 1980).[19]
- 19 de maig - State College, Pennsilvània: Mary Louisa Willard, científica forense reconeguda internacionalment (m.1993).[20]
- 22 de maig - Budapest: Lucy Doraine, actriu de cinema hongaresa del cinema mut (m. 1989).[21]
- 24 de maig - Cambridgeː Helen B. Taussig, important cardiòloga estatunidenca, fundadora de la cardiologia pediàtrica (m. 1986).[22]
- 3 de juny - Valladolid: Rosa Chacel Arimón, escriptora espanyola de la Generació del 27 (m. 1994).[23]
- 5 de juny - Fuente Vaqueros, província de Granada, Andalusia: Federico García Lorca, escriptor de la Generació del 27.[24]
- 8 de juny - Baltibboys, Comtat de Wicklow (Irlanda): Ninette de Valois, ballarina i coreògrafa irlandesa (m. 2001).[25]
- 11 de juny - Sant Sebastià: Felisa Martín Bravo, primera doctora en Física i primera dona a ingressar al Cuerpo Superior de Meteorologia d'Espanya (m. 1979).[26]
- 17 de juny - Ljouwert, Països Baixos: Maurits Cornelis Escher, artista neerlandès.[27]
- 23 de juny - Rudston, Anglaterra: Winifred Holtby, periodista i novel·lista anglesa (m. 1935).[28]
- 29 de juny - North Attleborough (Massachusetts)ː Cynthia Westcott, patòloga, autora i experta en roses (m. 1983).[29]
- 4 de juliol - Londres: Gertrude Lawrence, actriu, cantant i ballarina anglesa (m. 1952).[30]
- 6 de juliol - Leipzig, Alemanya: Hanns Eisler, compositor alemany (m. 1962.)[31]
- 9 de juliol - Palència: Regina Lago García, pedagoga, psicòloga i científica espanyola exiliada a Mèxic (m. 1966).[32]
- 17 de juliol - Springfield, Ohio: Berenice Abbott, fotògrafa estatunidenca (m. 1991).[33]
- 27 de juliol - Madrid: Concha Méndez, escriptoraespanyola de la Generació del 27 (m.1986).[34]
- 29 de juliol - Rymanów (Polònia): Isidor Isaac Rabi, físic i professor universitari estatunidenc d'origen austríac, Premi Nobel de Física de l'any 1944 (m. 1988).[35]
- 30 de juliol - 
  - Castleford, Yorkshire (Anglaterra): Henry Moore, artista i escultor britànic (m. 1986).[18]
  - Viena: Friedl Dicker-Brandeis, artista i educadora austríaca jueva (m. 1944).[36]
- 11 d'agost - Saló: Giuseppina Cobelli, soprano italiana (m. 1948).[37]
- 14 d'agost - Pelvoux: Élise Freinet, artista, pedagoga, reformadora francesa (m. 1983).[38]
- 22 d'agost - Filadèlfia (Pennsilvània, EUA): Alexander Calder, escultor, pintor i dibuixant estatunidenc, especialment conegut per ser el creador dels mobiles, un tipus d'escultures cinètiques (m. 1976).[18]
- 24 d'agost - Longlier, Neufchâteau, Bèlgica: Albert Claude, biòleg belga, Premi Nobel de Medicina o Fisiologia de l'any 1974 (m. 1983).[39]
- 26 d'agost, Nova York: Peggy Guggenheim, mecenes nord-americana (m. 1979).[40]
- 3 d'octubre - Los Angeles, Califòrnia (Estats Units): Leo McCarey director de cinema i guionista estatunidenc (m. 1969).[41]
- 4 d'octubre - Comtat d'Osijek-Baranja: Otti Berger, artista tèxtil de la Bauhaus, víctima de l'Holocaust (m. 1944).[42]
- 20 d'octubre - Gotha: Hilde Mangold, embrióloga alemanya que demostrà el concepte d'inducció embrionària.[43]
- 23 de novembre - Springfield (Massachusetts): Rachel Fuller Brown, química estatunidenca codescobridora de la nistatina.[44]
- 26 de novembre - Helsa, Hessen (Alemanya): Karl Ziegler, químic alemany, Premi Nobel de Química de 1963 (m. 1973).
- 29 de novembre - Belfast, Irlanda del Nord: Clive Staples Lewis, escriptor irlandès.
- 3 de desembre - Berlín: Dörte Helm, artista alemanya, membre de la Bauhaus (m. 1941).[45]
- 4 de desembre - Sant Sebastià: Xavier Zubiri, filòsof basc (m. 1983).
- 6 de desembre - Gagnef, Dalarna (Suècia): Gunnar Myrdal, polític i economista suec, Premi Nobel d'Economia de l'any 1974 (m. 1987).
- 5 de desembre -Tennessee (EUA): Grace Moore, soprano i actriu de cinema estatunidenca (m. 1947).[46]
- 20 de desembre - Louisville, Kentucky: Irene Dunne, actriu de cinema estatunidenca (m. 1990).[47]

## Necrològiques
Països Catalans
- 30 de maig - Barcelona: Heribert Mariezcurrena i Corrons, gravador i fotògraf català (n. 1847).[48]
- 30 de juliol - Barcelona: Teresa Toda i Juncosa, fundadora de les Germanes Carmelites Tereses de Sant Josep (n. 1826).[49]
- 28 d'octubre - Palma, Mallorca: Victòria Peña i Nicolau, poeta (n. 1827).[50]
- 24 de desembre - París: Elena Sanz Martínez d'Arrizala, mezzosoprano valenciana, amant del rei Alfons XII.[51]

Resta del món
- 12 de gener, Gènova (Itàlia)ː Mary Cowden Clarke, escriptora anglesa, autora de la Concordance to Shakespeare (n. 1809).[52]
- 14 de gener, Guildford (Surrey), Anglaterra: Lewis Carroll, sacerdot anglicà, matemàtic, fotògraf i escriptor britànic (65 anys).
- 13 de març, Sacramento, Califòrnia (Estats Units): Henry Hathaway, productor i director de cinema estatunidenc (m. 1985).[53]
- 15 de març, Londres (Anglaterra): Henry Bessemer, enginyer i inventor anglès, fonedor de tipus d'impremta, pioner de la siderúrgia moderna i inventor del procés de refinat d'acer que porta el seu nom (el procés Bessemer) (n. 1813).[54]
- 18 d'abril, París (França): Gustave Moreau, pintor francès (n. 1826).[55]
- 19 de maig, Hawarden, Gal·les: William Ewart Gladstone, polític gal·lès, Primer Ministre del Regne Unit (n. 1809).[56]
- 10 de juny, Trieste, Àustria: Tuone Udaina, últim parlant de dàlmata.
- 17 de juny, Londres (Anglaterra): Edward Coley Burne-Jones, pintor anglès (n.1833).[57]
- 7 de juliol, Buenos Aires: Irene Bernasconi, biòloga marina argentina coneguda pel seu treball a l'Antàrtida (n. 1896).[58]
- 10 d'agost, Nova York: Ellen Curtis Demorest, empresària nord-americana, inventora dels patrons de confecció de paper.[59]
- 9 de setembre, Vulaines-sur-Seine, França: Stéphane Mallarmé, poeta francès (56 anys).
- 10 de setembre, Ginebra, Suïssa: Sissi, emperadriu austrohongaresa, assassinada per l'anarquista italià Lucchesi (n. 1837).
- 16 de setembre, Neuilly-sur-Seine, França: Ramón Emeterio Betances Alacán, nacionalista de porto-riqueny.
- 19 de setembre, París: Louis-César Desormes, compositor francès del Romanticisme.
- 28 de setembre, Pequín (Xina): Tan Sitong, filòsof i polític xinès (n.1865).[60]
- Oberbränd, Eisenbach: Johann Baptist Beha, rellotger